# Enrique Pichon-Rivière
Enrique Pichon-Rivière (Ginebra, 25 de juny de 1907 – 16 de juliol de 1977) fou un psiquiatre argentí nascut a Suïssa, considerat un dels introductors de la psicoanàlisi a l'Argentina i creador de la teoria coneguda com a grup operatiu, eina molt important en la psicologia social.
En la dècada del 1940 esdevingué un dels fundadors de l'Associació Psicoanalítica Argentina (APA) i en la dècada del 1950 participa en la creació de la Primera Escola Privada de Psicologia Social i de l'Institut Argentí d'Estudis Socials (IADES).
L'originalitat de la seua teoria rau en la visió dialèctica del funcionament grupal i de la relació entre la dialèctica, l'homeòstasi i la cibernètica.

## Biografia
Enrique Pichon-Rivière neix el 25 de juny de 1907 a Ginebra, Suïssa; sos pares eren francesos (sa mare oriünda de la ciutat de Lió i son pare bretó). El seu pare havia tingut dues filles i tres xics d'un primer matrimoni. En morir la seua esposa, contrau matrimoni en segones núpcies amb la germana de la seua dona morta. Enrique serà l'únic fill nascut d'aquest segon matrimoni. Tant Alphonse com Joséphine -sos pares- renegaren del seu origen burgés, abraçant idees progressistes i mostraren una actitud de rebel·lia a les normes culturals de l'època. Tots dos eren admiradors de la poesia "rebel" de Rimbaud i Baudelaire i de fortes conviccions socialistes. Rebutjaven el racisme i els estereotips masclistes que predominaven a la primeria del segle xx.
L'any 1911, la seua família arriba a Buenos Aires per després traslladar-se al poble de Florència, a la província de Santa Fe, a la zona coneguda com a Chaco santafesino (com a província botànica), cosa que genera confusió, ja que Pichon Rivière mai visqué a la província del Chaco sinó a la regió coneguda com a Chaco santafesino, a l'extrem nord aquesta província. El seu pare, que havia sigut militar en l'Acadèmia Militar de Saint-Cyr, fou enviat per la seua família a Anglaterra per estudiar indústria tèxtil. Després la família decideix mudar-se a Argentina per raons que el mateix Enrique Pichon-Rivère deia desconéixer. Son pare comença a explotar concessions de terres atorgades per l'estat argentí, i intenta sense èxit produir cotó. Així que la família ha d'emigrar a la província de Corrientes, primer a Bella Vista i després a Goya, una ciutat a la vora del riu Paraná, que solia patir inundacions. En aquest ambient del tascó boscós transcorre la seua infantesa amb una gran influència guaraní, el contacte quotidià amb els indígenes i una modesta vida camperola. Aprén primer a parlar guaraní i francès i després castellà.
Quan Enrique té 6 o 7 anys coneix el que anomenaria "el gran secret familiar": els seus germans i germanes no són de la mateixa mare que ell, sinó mig germans i germanes (només del mateix pare). Cursa els estudis mitjans a Goya i més tard funda el Partit Socialista de Goya.
El 1924 comença els estudis de medicina a la ciutat de Rosario, i els acaba el 1936 a la ciutat de Buenos Aires. A Rosario treballa durant un temps com a "instructor de modals" per a prostitutes d'origen polonés en un prostíbul. Després estudia antropologia, però l'abandona per dedicar-se de ple a la psiquiatria i la psicoanàlisi.

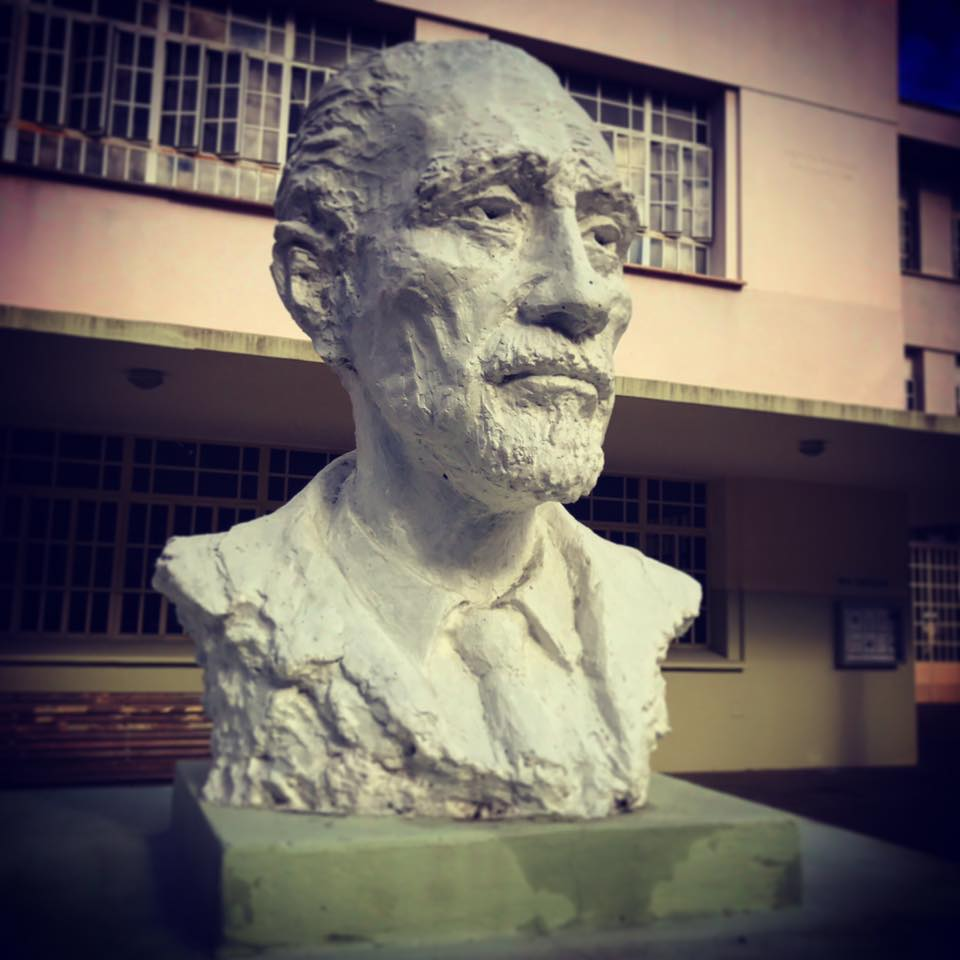
Bust d'Enrique Pichon-Rivière, a l'Hospital Borda, on s'erigeix com a símbol representatiu de l'"Escola de Psicoanàlisi del Borda"

Comença les seues pràctiques com a psiquiatra a L'asil de Torres, Open Door, prop de la ciutat de Luján, a la província de Buenos Aires. Més tard es trasllada a la ciutat de Buenos Aires, on treballa en un altre sanatori i com a periodista en el periòdic La Crítica (1930-1931). En aquest període s'interessa per la poesia, i sobretot pels poetes maleïts francesos i Isidore Ducasse.
Entre els anys 1938 i 1947 exerceix com a cap interí del Servei d'admissió de l'Hospici de les Mercès, hui conegut com a Hospital Interdisciplinari Psicoasistencial José Tiburcio Borda, i hi treballa durant quinze anys. En una recerca realitzada per Julio Cavalli sobre la família Aberastury, s'afirma que aquest asil vuitcentista situat al sud de la ciutat de Buenos Aires el fundà l'avi del prestigiós psiquiatre Gonzalo Bosch, que havia estat metge personal de Juan Manuel de Roses. Gonzalo Bosch, que dirigia en aquell moment l'hospici, serà l'encarregat d'incorporar Pichon Rivière al planter mèdic i aquest al seu torn els germans Arminda Aberastury (pionera de la psicoanàlisi de xiquets i adolescents a Argentina) i Federico Aberastury (metge embriòleg de la UBA, conegut per ser el primer president de la Societat Argentina de Grafologia i per les seues recerques en l'àrea de grafologia i grafopatologia).
A principis de la dècada dels 40 funda amb Ángel Garma, Celes Ernesto Cárcamo, Marie Langer i Arnaldo Rascovsky l'Associació Psicoanalítica Argentina (APA), de la qual després s'allunyaria, més interessat en el caire social i l'activitat de grups en la societat. Això el duu a treballar a l'Escola de Psicologia Dinàmica, després denominada Escola de Psicologia Social.
El 1937 es casa amb la reconeguda psicoanalista Arminda Aberastury, que influí en les teories de Pichon-Rivière, per l'especialització realitzada en els estudis sobre Melanie Klein i els mètodes de Sophie Morgenstern.
L'any 1953 crea la Primera Escola Privada de Psicologia Social.
Al 1955, amb Gino Germani i el suport de la Facultat de Ciències Econòmiques, l'Institut d'Estadística de la Facultat de Filosofia, el seu Departament de Psicologia i la Facultat de Medicina en Rosario, funda l'Institut de Rosario d'Estudis Socials (IRDES), i n'assumeix el càrrec de director.
El 24 de novembre de 1972 la seua esposa decideix llevar-se la vida. Segons afirmen alguns afins a la família, a causa d'una malaltia de la pell que la desfigurava.